# Tổng giáo phận Kuala Lumpur
Tổng giáo phận Công giáo La Mã Kuala Lumpur (tiếng Latin: Archidioecesis Kuala Lumpurensis) là một lãnh thổ giáo hội hoặc giáo phận của Giáo hội Công giáo La Mã ở Malaysia. Nó được Giáo hoàng Pius XII xây dựng thành Giáo phận Kuala Lumpur vào ngày 25 tháng 2 năm 1955, và được nâng lên cấp bậc của Tổng giáo phận Metropolitan vào ngày 18 tháng 12 năm 1972, với hình ảnh hậu trường của Malacca-Johor và Penang. Nó cũng quản lý thủ đô của Malaysia, Kuala Lumpur và các bang Selangor, Negeri Sembilan, Pahang, Terengganu. Nhà thờ Mẹ của tổng giáo phận và trụ sở của Tổng Giám mục, là Nhà thờ St. John.